# Arrondissement Mâcon
Das Arrondissement Mâcon ist eine Verwaltungseinheit im französischen Département Saône-et-Loire innerhalb der Region Bourgogne-Franche-Comté. Verwaltungssitz (Präfektur) ist Mâcon.
Im Arrondissement gibt es sieben Kantone (Wahlkreise) und 119 Gemeinden.

## Kantone
- Kanton Blanzy (mit 2 von 17 Gemeinden)
- Kanton La Chapelle-de-Guinchay
- Kanton Cluny (mit 39 von 48 Gemeinden)
- Kanton Hurigny
- Kanton Mâcon-1
- Kanton Mâcon-2
- Kanton Tournus (mit 14 von 31 Gemeinden)

## Gemeinden
| 1. Ameugny (71007)*                      | 2. Azé (71016)                        | 3. Bergesserin (71030)               | 4. Berzé-la-Ville (71032)                 |
| 5. Berzé-le-Châtel (71031)               | 6. Bissy-la-Mâconnaise (71035)        | 7. Blanot (71039)                    | 8. Bonnay-Saint-Ythaire (71042)           |
| 9. Bourgvilain (71050)                   | 10. Bray (71057)                      | 11. Buffières (71065)                | 12. Burgy (71066)                         |
| 13. Burzy (71068)                        | 14. Bussières (71069)                 | 15. Chaintré (71074)                 | 16. Chânes (71084)                        |
| 17. Charbonnières (71099)                | 18. Chardonnay (71100)                | 19. Charnay-lès-Mâcon (71105)        | 20. Chasselas (71108)                     |
| 21. Château (71112)                      | 22. Chérizet (71125)                  | 23. Chevagny-les-Chevrières (71126)  | 24. Chevagny-sur-Guye (71127)             |
| 25. Chiddes (71128)                      | 26. Chissey-lès-Mâcon (71130)         | 27. Clessé (71135)                   | 28. Cluny (71137)                         |
| 29. Cortambert (71146)                   | 30. Cortevaix (71147)                 | 31. Crêches-sur-Saône (71150)        | 32. Cruzille (71156)                      |
| 33. Curtil-sous-Buffières (71163)        | 34. Davayé (71169)                    | 35. Dompierre-les-Ormes (71178)      | 36. Donzy-le-Pertuis (71181)              |
| 37. Farges-lès-Mâcon (71195)             | 38. Flagy (71199)                     | 39. Fleurville (71591)               | 40. Fuissé (71210)                        |
| 41. Germolles-sur-Grosne (71217)         | 42. Grevilly (71226)                  | 43. Hurigny (71235)                  | 44. Igé (71236)                           |
| 45. Jalogny (71240)                      | 46. Joncy (71242)                     | 47. La Chapelle-de-Guinchay (71090)  | 48. La Chapelle-du-Mont-de-France (71091) |
| 49. La Chapelle-sous-Brancion (71094)    | 50. La Guiche (71231)                 | 51. La Roche-Vineuse (71371)         | 52. La Salle (71494)                      |
| 53. La Truchère (71549)                  | 54. La Vineuse sur Fregande (71582)   | 55. Lacrost (71248)                  | 56. Laizé (71250)                         |
| 57. Le Villars (71576)                   | 58. Leynes (71258)                    | 59. Lournand (71264)                 | 60. Lugny (71267)                         |
| 61. Mâcon (71270)                        | 62. Martailly-lès-Brancion (71284)    | 63. Massilly (71287)                 | 64. Matour (71289)                        |
| 65. Mazille (71290)                      | 66. Milly-Lamartine (71299)           | 67. Montbellet (71305)               | 68. Montmelard (71316)                    |
| 69. Navour-sur-Grosne (71134)            | 70. Ozenay (71338)                    | 71. Passy (71344)                    | 72. Péronne (71345)                       |
| 73. Pierreclos (71350)                   | 74. Plottes (71353)                   | 75. Pressy-sous-Dondin (71358)       | 76. Préty (71359)                         |
| 77. Prissé (71360)                       | 78. Pruzilly (71362)                  | 79. Romanèche-Thorins (71372)        | 80. Royer (71377)                         |
| 81. Sailly (71381)                       | 82. Saint-Albain (71383)              | 83. Saint-Amour-Bellevue (71385)     | 84. Saint-André-le-Désert (71387)         |
| 85. Saint-Clément-sur-Guye (71400)       | 86. Sainte-Cécile (71397)             | 87. Saint-Gengoux-de-Scissé (71416)  | 88. Saint-Huruge (71427)                  |
| 89. Saint-Léger-sous-la-Bussière (71441) | 90. Saint-Marcelin-de-Cray (71446)    | 91. Saint-Martin-Belle-Roche (71448) | 92. Saint-Martin-de-Salencey (71452)      |
| 93. Saint-Martin-la-Patrouille (71458)   | 94. Saint-Maurice-de-Satonnay (71460) | 95. Saint-Pierre-le-Vieux (71469)    | 96. Saint-Point (71470)                   |
| 97. Saint-Symphorien-d’Ancelles (71481)  | 98. Saint-Vérand (71487)              | 99. Saint-Vincent-des-Prés (71488)   | 100. Salornay-sur-Guye (71495)            |
| 101. Sancé (71497)                       | 102. Senozan (71513)                  | 103. Serrières (71518)               | 104. Sigy-le-Châtel (71521)               |
| 105. Sivignon (71524)                    | 106. Sologny (71525)                  | 107. Solutré-Pouilly (71526)         | 108. Taizé (71532)                        |
| 109. Tournus (71543)                     | 110. Tramayes (71545)                 | 111. Trambly (71546)                 | 112. Trivy (71547)                        |
| 113. Uchizy (71550)                      | 114. Varennes-lès-Mâcon (71556)       | 115. Vergisson (71567)               | 116. Verosvres (71571)                    |
| 117. Verzé (71574)                       | 118. Vinzelles (71583)                | 119. Viré (71584)                    |                                           |

* Zahlen in Klammern sind INSEE-Codes

## Neuordnung der Arrondissements 2017

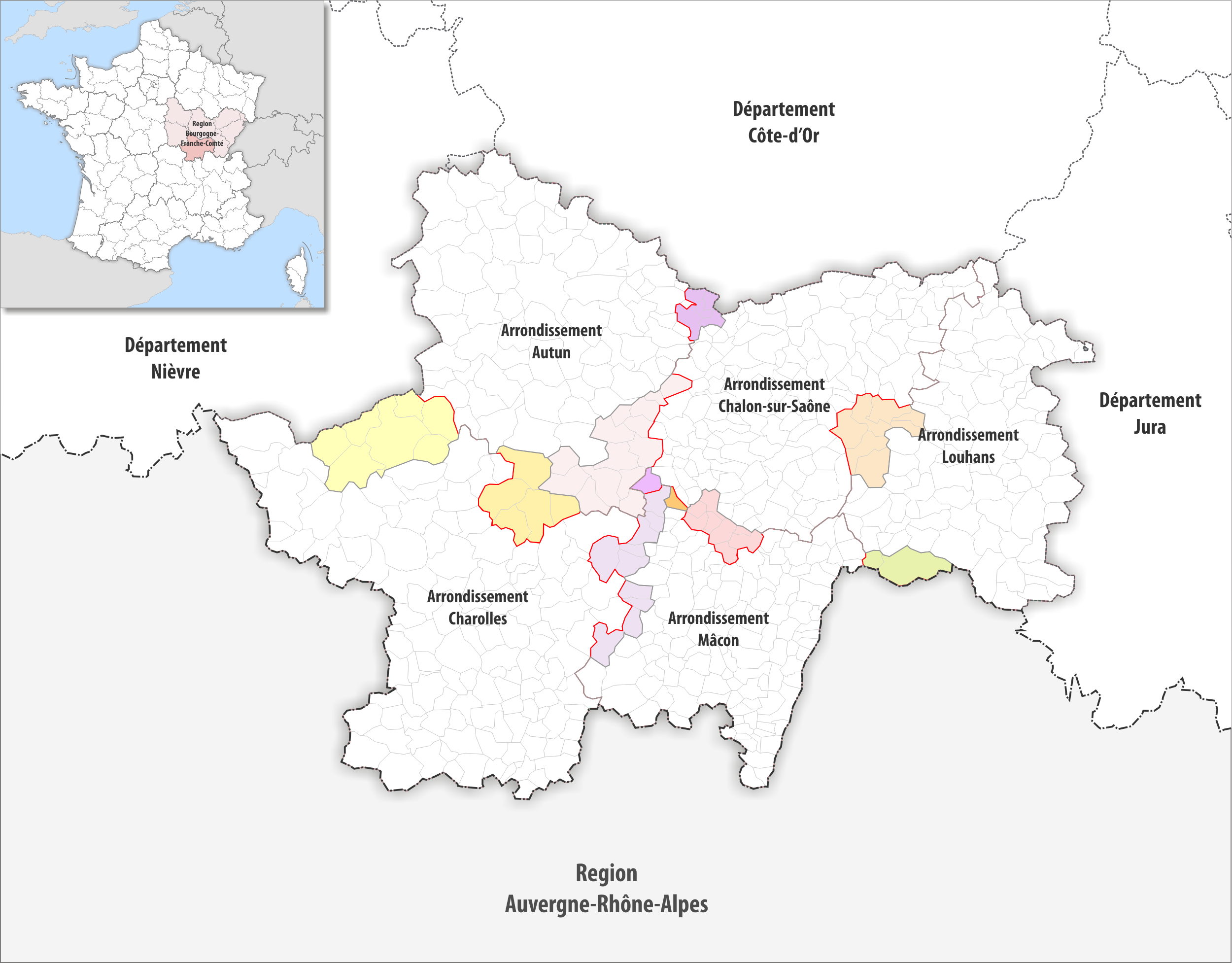
Arrondissementsanpassungen im Jahr 2017

Durch die Neuordnung der Arrondissements im Jahr 2017 wurde dem Arrondissement Mâcon die Fläche der zehn Gemeinden Chevagny-sur-Guye, Chiddes, Joncy, La Guiche, Pressy-sous-Dondin, Saint-Marcelin-de-Cray, Saint-Martin-la-Patrouille, Saint-Martin-de-Salencey, Sivignon und Verosvres aus dem Arrondissement Charolles und die Fläche der Gemeinde Saint-Clément-sur-Guye aus dem Arrondissement Chalon-sur-Saône zugewiesen.
Dafür wechselte aus dem Arrondissement Mâcon die Fläche der zwei Gemeinden Ratenelle und Romenay zum Arrondissement Louhans, die Fläche der sechs Gemeinden Change, Cheilly-lès-Maranges, Dezize-lès-Maranges, Paris-l’Hôpital, Saint-Sernin-du-Plain und Sampigny-lès-Maranges zum Arrondissement Chalon-sur-Saône.

## Ehemalige Gemeinden seit der landesweiten Neuordnung der Arrondissements
- bis 2023: Bonnay, Saint-Ythaire
- bis 2018: Brandon, Clermain, Montagny-sur-Grosne
- bis 2016: Donzy-le-National, La Vineuse, Massy, Vitry-lès-Cluny